# Roberto Rigotto
Roberto Rigotto (Vicenza, 17 settembre 1942 – Rovereto, 4 ottobre 2024) è stato un calciatore italiano, di ruolo ala.

## Biografia

### Carriera sportiva
Cresce calcisticamente nel L.R. Vicenza con cui non esordisce in prima squadra, venendo poi mandato al Rovereto, con cui vince il campionato di Serie D siglando 12 reti.
Passa quindi alla Solbiatese con cui per due anni sfiora la promozione in Serie B ottenendo un quarto e un terzo posto, passando poi alla Reggina nel campionato cadetto. In Calabria disputa due tornei nei quali mette a segno 22 reti, venendo quindi acquistato dall'Atalanta per l'elevata somma di 115 milioni; le attese non vengono rispettate, tanto che l'attaccante viene chiamato ironicamente "Rigotto 115" dai tifosi bergamaschi.
Passa quindi al Livorno con cui realizza 7 gol nel campionato cadetto, mentre per la stagione 1969-1970 veste la maglia del Genoa nell'anno della retrocessione dei grifoni in Serie C.
L'anno successivo viene ceduto alla Salernitana, club con cui termina la carriera nell'estate del 1972.

### Dopo il ritiro
Dopo il ritiro gestisce fino al 2024 un negozio di abbigliamento sportivo a Rovereto.